# Готлиб, Арсен Борисович
Готлиб, Арсен Борисович (род. 1 апреля 1967, Житомир) — российский кинопродюсер кинокомпании «МетрономФильм».

## Творческая биография
Продюсируемые им фильмы удостоены наград на российских и мировых кинофорумах. Академик Национальной Академии кинематографических искусств и наук России «Золотой орёл», академик Европейской Киноакадемии (EFA).Член правления Ассоциации Анимационного Кино России.

## Избранная фильмография

### Игровые фильмы
- Другое небо Реж. Д. Мамулия , 2010 г.
  - Премия «Ника» 2011 - Открытие года.
  - Международный кинофестиваль Карловы Вары 2010 (Специальное упоминание большого жюри — Малый Хрустальный Глобус. Приз экуменического жюри)
  - Международный кинофестиваль Коттбус 2010. Приз за лучший дебют, Приз ФИПРЕССИ, Специальное упоминание жюри.
  - Международный кинофестиваль Батуми 2010. Гран При
  - Кинофестиваль «Балтийские дебюты» 2010. Приз за лучшую режиссуру.
  - и др.награды.
- Которого не было Реж. Р. Салахутдинов, 2011
- 977 /Девять семь семь Реж. Н. Хомерики, 2006 г.
  - Каннский кинофестиваль 2006. Участник официальной программы «Un Certain Regard».
  - Фестиваль Окно В Европу. Лучший игровой фильм
  - Анжер (Франция) — фестиваль дебютного кино — Вторая премия
  - и др.награды.
- Вдвоём Реж. Н. Хомерики, 2005 г.
  - Каннский кинофестиваль 2005 — [www.inoekino.ru/prod.php?id=6522 приз в конкурсе «CINEFONDATION» ]
  - и др.награды.
- Москва Реж. А. Зельдович, 2000 г.
  - Гран-При Международного Биеннале Киномузыки. БОНН 2000 г. Архивировано 3 февраля 2012 года.
  - Венецианский кинофестиваль 2000, Official Selection.
  - 4TH Regus London Film Festival
  - Приз «Золотой Овен» — лучшая музыка к фильму
  - Приз «Золотой Овен» — лучшая работа оператора
  - и др.награды.

### Анимационные фильмы
- Мой личный лось  — анимационный фильм, 2013. Реж. Л. Шмельков
  - 64-й Берлинский международный кинофестиваль. Специальный приз международного жюри в программе Generation (Kplus)
  - Суздальский фестиваль анимации 2014 — Лучший анимационный фильм в профессиональном рейтинге
  - Кинофестиваль «Святая Анна», 2014 г. — Лучший анимационный фильм
  - Большой фестиваль мультфильмов 2014 — 2 -е место
  - Международный фестиваль анимационного кино FANTOCHE 2014 — Приз зрительских симпатий
  - Национальная кинематографическая премия «Ника» 2015 — Лучший анимационный фильм
- Везуха! — анимационный сериал, Худ. рук. И. Максимов (в производстве с 2010 г.)
  - Режиссёры: Н. Антипова, В. Байрамгулов, А. Будовский, Р. Гильметдинов, А. Головань, С. Гордеев, Н. Дарвина, А. Дюлгерова, Е. Зилонова , А. Кузнецов, Е. Куркова, С. Матросова,А. Миронов, Э. Митгарц, В. Мякишева, В. Олькович, Л. Скворцова, М. Соснина, В. Фёдорова, Л. Шмельков
  - Приз за лучший анимационный сериал. Суздаль 2011 Архивная копия от 5 марта 2016 на Wayback Machine
  - Приз за лучший анимационный сериал, Суздаль 2012
  - и др.награды.
- Круглый год — анимационный мини-сериал, 12 серий, 2008—2010 Реж. В.Фёдорова
  - Суздаль, 2010 г. — Приз за лучшее изобразительное решение[1]
  - и др.награды.
- Король забывает — анимационный фильм. Реж. В.Фёдорова, совместно с ВГИК
  - Фестиваль дебютного кино, Москва, 2007 — Лучший анимационный фильм . Архивная копия от 4 марта 2016 на Wayback Machine
  - Фестиваль ВГИК 2007 — « Приз за лучший анимационный фильм в международной программе»
  - Фестиваль ВГИК 2007 — « Приз за лучший анимационный фильм в студенческой программе»
  - и др.награды.
- Колыбельные мира — анимационный сериал 60 серий, 2003—2009. Режиссёр-постановщик Е. Скворцова, режиссёры — В. Фёдорова, А.Самойлович, И. Коржнева, И. Литманович, С. Зуева, М. Литвинова.
  - Приз «Золотой орёл»-2008 
  - «Суздаль-2010» — Лучший анимационный сериал
  - «Суздаль-2008» — Лучший анимационный сериал
  - Специальный приз детского фонда ООН (Юнисеф) — 2006
  - Премия «Звёздный мост — 2008»
  - Премия кинокритики «Белый слон» 2006 — Лучший анимационный фильм
  - «Окно в Европу» — Гран-при
  - Анимадрид(Испания) — Лучший короткометражный фильм.
  - Малескорто (Италия) — Лучший неигровой фильм.
  - и др.награды.

### Документальное кино
- Процесс Реж. А. Зельдович. 2003 г.
  - «JEWISH EYE» WORLD JEWISH FILM FESTIVAL, Фонд Спилберга, Израиль
  - и др.награды.
- Агузарова и Браво Реж. К. Дуглас. 1993 г.